# Georg I. (Hohenlohe-Waldenburg)
Georg I. von Hohenlohe-Waldenburg (* 17. Januar 1488 in Neuenstein; † 16. März 1551 in Waldenburg) war ein regierender Graf aus dem Hause Hohenlohe. Er stammte aus der Linie Hohenlohe-Weikersheim und nahm seinen Sitz in Waldenburg.

## Abstammung
Georgs Eltern waren Graf Kraft VI. von Hohenlohe († 1503) und Helene von Württemberg († 1506). Einer seiner Urgroßväter war als Felix V. der letzte Gegenpapst der katholischen Kirche.

## Leben
Graf Georg I. trat seine Herrschaft 1503 gemeinsam mit seinem älteren Bruder, Graf Albrecht III. († 1551), an und erhielt in der Teilung 1511 Waldenburg, Pfedelbach und Bartenstein. Graf Albrecht III. erhielt 1511 Neuenstein, Ingelfingen und Langenburg. Im Teilungsvertrag von 1511 war vereinbart worden, dass die Stadt Öhringen im gemeinsamen Besitz der Brüder bleiben und dass die Untertanen in der ganzen Grafschaft Freizügigkeit genießen sollten. Die hohenlohische Erbeinigung von 1511 regelte weitere grundlegende Übereinkünfte für das Gesamthaus Hohenlohe und schuf ein gemeinsames Archiv für alle Linien, eine Münz- und Berggemeinschaft und das Seniorat für den jeweils ältesten Grafen, der das Gesamthaus nach außen zu vertreten hatte. Beim Aussterben einer Linie durften zukünftig nur noch Agnaten des Hauses Hohenlohe erben, so dass eine Verkleinerung des Gesamtterritoriums der Grafschaft Hohenlohe verhindert wurde.
Schon 1512 kam es zum Streit zwischen den Brüdern, und der Kanzler Wendel Hipler stellte sich auf die Seite von Graf Georg. Diese Parteinahme veranlasste Graf Albrecht III., gegen den Kanzler vorzugehen und ihn wegen seines Versuchs anzuklagen, ebenfalls eine kleine Herrschaft an den Orten Platzhof, Stolzeneck und Fischbach zu errichten und dort eigenmächtige Dinge wie das Aufstauen von Fischseen zu betreiben. Per Gerichtsbeschluss ließ er ihn zwingen, die Orte an ihn zu veräußern. Dieser Konflikt, den Graf Albrecht III. mit Hipler angestrengt hatte, führte 1515 dazu, dass Kanzler Hipler dem Hause Hohenlohe weitere Dienste kündigte und somit auch Graf Georg verließ.
Im Jahr des Bauernkriegs 1525 kam es am 2. April auch zur Erhebung der Hohenloher Bauern in Öhringen, die nun in dem ehemaligen Kanzler Wendel Hipler einen Anwalt ihrer Interessen fanden. Die Hohenloher Bauern vereinigten sich mit den Heilbronner und den Odenwälder Haufen in Schöntal und die Grafen Albrecht III. und Georg von Hohenlohe beugten sich zunächst den Forderungen der Aufständischen. Als aber die Bauern nicht nach Hause gingen, obwohl die Fürsten ihnen Zugeständnisse gemacht hatten, und das Heer des Schwäbischen Bundes unter Führung des Truchsess von Waldburg in der Region eintraf, kam es am 2. Juni 1525 bei Königshofen zu einer Schlacht. Von den rund 7000 Bauern, die dort kämpften, kamen mindestens 6000 Bauern ums Leben. Damit waren die Forderungen der Bauern, denen die Fürsten unter dem Druck der Ereignisse zunächst nachgegeben hatten, für sie und damit auch die Hohenloher Grafen obsolet geworden.
Auf dem Reichstag zu Augsburg 1530 war Georg mit seinem Bruder Albrecht III. anwesend, verzichtete jedoch auf die Unterzeichnung der Confessio Augustana und ließ es somit offen, ob die Grafschaft Hohenlohe evangelisch werden würde. Weder er noch sein Bruder konnten sich bis zu ihrem Tod dazu entschließen, die Reformation in der Grafschaft Hohenlohe durchzuführen. Gleichwohl hatte man mit Caspar Huberinus an der Öhringer Stiftskirche bereits einen Pfarrer, der im Sinne Luthers predigte. Pfarrer Huberinus arrangierte sich jedoch einerseits mit den katholisch gebliebenen Chorherren der Stiftskirche und war zudem bereit, sich dem Augsburger Interim zu fügen.
Georg I. war ein Freund und Vertrauter von Herzog Ulrich von Württemberg, der ihn zu seinem Berater und Diener ernannte und dafür 200 Gulden Gehalt zahlte.
Die abwartende Haltung, die die beiden Grafen Albrecht III. und Georg zu Hohenlohe in der Frage der Reformation eingenommen hatten, bewahrte die Grafschaft in den Wirren des Schmalkaldischen Kriegs vor größeren Leiden und Zerstörungen.
Durch den Tod von Graf Wolfgang I. von Hohenlohe-Weikersheim († 1545), der ohne einen männlichen Erben starb, fielen dessen Gebiete um Weikersheim und Schillingsfürst an die beiden Brüder Albrecht III. und Georg. Da auch Graf Albrecht III. 1551 kurz nach Georgs Tod ohne einen Erben gestorben war, hätten 1551 alle Gebiete der Grafschaft Hohenlohe wieder zu einem großen Territorium zusammengeführt werden können. Jedoch kam es bereits 1553 zur Hauptlandesteilung der Söhne Georgs in die Linien Neuenstein und Waldenburg, die sich in den folgenden Jahrhunderten weiter aufspalteten. Bis zum Ende des Heiligen Römischen Reichs 1806 und damit auch dem Ende der Landeshoheit des Hauses Hohenlohe blieb es bei der Zersplitterung in mehrere Linien und es fand keine Vereinigung mehr statt. Graf Georg wurde der Stammvater sämtlicher Linien des heutigen Hauses Hohenlohe.

## Familie
Graf Georg heiratete 1514 Praxedis von Sulz († 14. April 1521), Tochter des Grafen Rudolf von Sulz (* 1473; † 5. Oktober 1535), Landgraf im Klettgau und der Margarethe von Waldburg-Sonnenberg († 1546).
Aus der Ehe erreichten folgende Kinder das Erwachsenenalter:
- Ludwig Kasimir (1517–1568), Graf von Hohenlohe in Neuenstein ⚭ 1540 Anna zu Solms-Laubach (1522–1594)
- Anna (1520–1594) ⚭ 1.) 1540 Johann Wild- und Rheingraf von Salm-Kyrburg in Mörchingen (1522–1548); ⚭ 2.) 1549 Johann Graf von Sayn († 1560)

Nach dem Tod seiner ersten Frau Praxedis heiratete Graf Georg 1529 Helene von Waldburg (* 12. Oktober 1514; † 3. April 1567), Tochter des Truchsess Georg von Waldburg (1488–1531) und der Maria von Oettingen-Flochberg (1498–1555).
Aus dieser zweiten Ehe erreichten folgende Kinder das Erwachsenenalter:
- Wandelbar (* 1532; † nach 1568) ⚭ 1547 Anton Freiherr von Staufen († 1566)
- Eberhard (1535–1570), Graf von Hohenlohe in Waldenburg ⚭ 1554 Agathe Gräfin von Tübingen (1533–1609), Tochter von Graf Konrad
- Maria († 1565) ⚭ 1559 Ernst Graf von Holstein und Schaumburg († 1586), Sohn von Graf Jobst I.
- Felicitas (1538–1601) ⚭ 1572 Karl Graf von Gleichen in Kranichfeld (1517–1599)
- Dorothea (1541–1581) ⚭ 1571 Ulrich Graf zu Hardegg und im Machlande

Der 1544 geborene Sohn Georg starb im Alter von knapp 10 Jahren am 9. April 1554 in Ansbach an der Pest und wurde in Waldenburg beigesetzt. Dieser früh verstorbene Sohn wird häufig, obwohl er nie regieren konnte, in den Genealogien des Hauses Hohenlohe als Graf Georg II. bezeichnet, weshalb sein Vater in den meisten Genealogien und Herrschertabellen desselben Hauses unter der Bezeichnung Graf Georg I. steht.